# 1796 у літературі

## Твори
- «Роки навчання Вільгельма Мейстера» Ґете
- «Листи, написані в Швеції, Норвегії й Данії» Мері Волстонкрафт
- Джейн Остін розпочала роботу над романом Гордість і упередження, який побачив світ у січні 1813 року

## Видання
- «Deutschlands Flora in Abbildungen» укр. Німецька флора в ілюстраціях Якоба Штурма
- Навчальний посібник з ігрових видів спорту під назвою «Ігри для тренування і відпочинку тіла і духу» (нім. Spiele zur Übung und Erholung des Körpers und Geistes Йоганна Крістофа Фрідріха Гутсмутса, в якому, зокрема, міститься перший опис правил гри в бейсбол

## Народилися
- 3 липня — Полєвой Микола Олексійович, російський письменник, драматург, літературний і театральний критик, журналіст і історик
- 19 вересня — Гартлі Семюел Тейлор Колрідж, англійський поет, син Семюела Тейлора Колріджа
- 21 грудня — Томаш Зан, польський поет
- ? — Рудиковський Андрій Петрович, автор спогадів. Брат письменника Остапа Рудиковського

## Померли
- 17 лютого — Джеймс Макферсон, шотландський поет, містифікатор, автор «перекладів» з гельської мови віршів та поем легендарного ірландського барда Оссіана, насправді написаних ним самим
- 6 травня — Адольф Кнігге, німецький письменник і діяч таємних товариств, один з ідеологів ілюмінатів
- 8 липня — Адам Нарушевич, луцький єпископ, поет епохи Просвітництва, автор історичних творів і політичних трактатів, а також перекладач класичної літератури
- 21 липня — Роберт Бернз, шотландський поет